# Regnbågsguldstekel
Regnbågsguldstekel Chrysis equestris är en stekelart som beskrevs av Anders Gustav Dahlbom 1854. Chrysis equestris ingår i släktet eldguldsteklar (Chrysis) och familjen guldsteklar (Chrysididae). Enligt den finländska rödlistan är arten nationellt utdöd i Finland. Arten är reproducerande i Sverige. Artens livsmiljö är skogar.